# Liguilla Pre-Sudamericana Clausura 2015 (Chile)

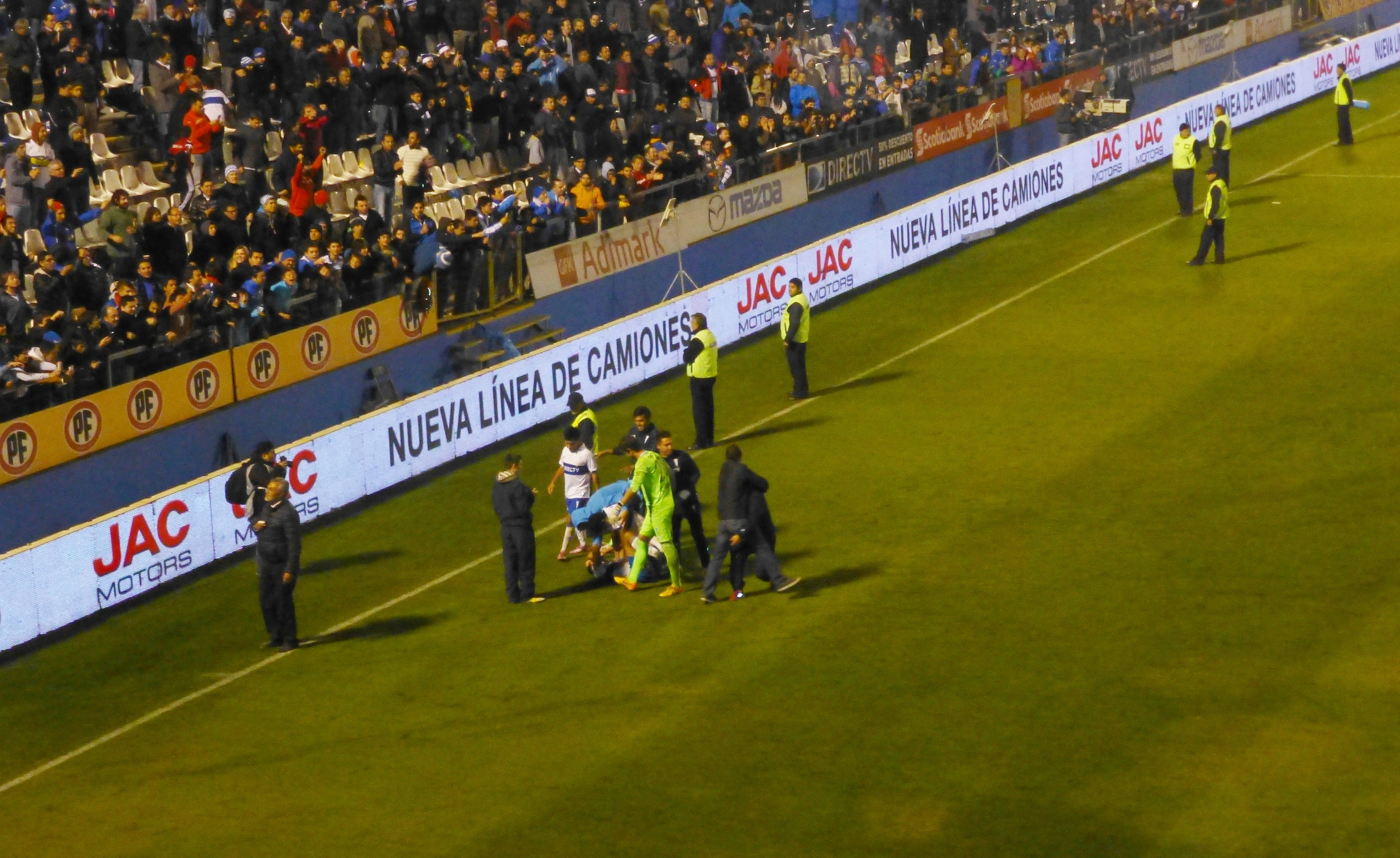
La alegría cruzada luego de imponerse en la final de la Liguilla Pre-Sudamericana o Postemporada 2015.

La Liguilla Pre-Sudamericana 2015 fue la 6.º edición de la Liguilla Pre-Sudamericana, mini competición de fútbol profesional de Chile que sirve como clasificatoria para la Copa Sudamericana.
Su organización estuvo a cargo de la ANFP y contó con la participación de cuatro equipos. La competición se disputó bajo el sistema de eliminación directa, en dos ruedas.
El equipo que resultara campeón de este "mini torneo" clasificará directamente a la Copa Sudamericana 2015, en su primera fase de clasificación.
El torneo comenzó el sábado 9 de mayo, con el partido entre O'Higgins y Universidad Católica y más tarde entre San Marcos de Arica y Unión La Calera.
La competencia fue ganada por Universidad Católica, quien superó a San Marcos de Arica en la final a través de una definición a penales por 6-5, tras igualar en el marcador global de 4-4, y selló su cupo para la Copa Sudamericana 2015. Los cruzados consiguieron su segunda liguilla.

## Desarrollo
Los equipos clasificados a la Liguilla, fueron los que terminaron en los puestos del cuarto al noveno lugar, en el Torneo Clausura 2015.
Universidad Católica, Unión La Calera, San Marcos de Arica y O'Higgins, disputan la liguilla en formato de eliminación directa, en el cual los goles de visita, no serán válidos en ninguna de las 2 fases. Colo-Colo y Universidad de Chile, que finalizaron el torneo en el segundo lugar y séptimo lugar respectivamente, no jugarán la liguilla, por haber participado en la Copa Libertadores 2015, debido al reglamento, un equipo no puede participar en 2 torneos el mismo año. Huachipato tampoco participará debido a que clasificó a la Copa Sudamericana 2015, por haber sido el de mejor puntaje anual de la temporada y Universidad de Concepción, también clasificó a dicho torneo, por haber ganado la Copa Chile 2014-15.

## Equipos participantes
| Equipo               | Vía de clasificación                  |
| -------------------- | ------------------------------------- |
| Universidad Católica | Cuarto lugar del Torneo Clausura 2015 |
| Unión La Calera      | Quinto lugar del Torneo Clausura 2015 |
| San Marcos de Arica  | Octavo lugar del Torneo Clausura 2015 |
| O'Higgins            | Noveno lugar del Torneo Clausura 2015 |

|  | Semifinal               | Semifinal               | Semifinal           | Semifinal | Semifinal |      |                          | Final                    | Final | Final | Final | Final |
|  |                         |                         |                     |           |           |      |                          |                          |       |       |       |       |
|  | Unión La Calera         | Unión La Calera         | 1                   | 1         | 2(2)      |      |                          |                          |       |       |       |       |
|  | San Marcos de Arica (p) | San Marcos de Arica (p) | 1                   | 1         | 2(4)      |      |                          |                          |       |       |       |       |
|  |                         |                         |                     |           |           |      | Universidad Católica (p) | Universidad Católica (p) | 1     | 3     | 4(6)  |       |
|  |                         | San Marcos de Arica     | San Marcos de Arica | 3         | 1         | 4(5) |                          |                          |       |       |       |       |
|  | Universidad Católica    | Universidad Católica    | 2                   | 3         | 5         |      |                          |                          |       |       |       |       |
|  | O'Higgins               | O'Higgins               | 2                   | 1         | 3         |      |                          |                          |       |       |       |       |

- Nota: En cada llave, el equipo ubicado en la primera línea es el que ejerce la localía en el partido de vuelta.

### Semifinal
| 9 de mayo de 2015, 15:30 | O'Higgins                 | 2:2 (0:1) | Universidad Católica   | El Teniente, Rancagua                                     |                                                           |
|                          | Calandria 81', 84' (pen.) | Reporte   | 10' Muñoz · 89' Llanos | Asistencia: 6.615 espectadores Árbitro(s): Patricio Polic | Asistencia: 6.615 espectadores Árbitro(s): Patricio Polic |

| 13 de mayo de 2015, 20:00 | Universidad Católica                          | 3:1 (1:1) | O'Higgins | San Carlos, Santiago (Las Condes)                        |                                                          |
|                           | Gutiérrez 34' · Cordero 47' · Ríos 68' (pen.) | Reporte   | 11' Pinto | Asistencia: 8.000 espectadores Árbitro(s): Roberto Tobar | Asistencia: 8.000 espectadores Árbitro(s): Roberto Tobar |

| 9 de mayo de 2015, 21:00 | San Marcos de Arica | 1:1 (0:0) | Unión La Calera | Carlos Dittborn, Arica                                  |                                                         |
|                          | Harbottle 53'       | Reporte   | 90+7' Tévez     | Asistencia: 5.000 espectadores Árbitro(s): Carlos Ulloa | Asistencia: 5.000 espectadores Árbitro(s): Carlos Ulloa |

| 14 de mayo de 2015, 20:00 | Unión La Calera                    | 1:1 (0:0) (2:4 p.)         | San Marcos de Arica                           | Lucio Fariña, Quillota                                  |                                                         |
|                           | Vidal 57'                          | Reporte                    | 65' Ramos                                     | Asistencia: 4.000 espectadores Árbitro(s): Jorge Osorio | Asistencia: 4.000 espectadores Árbitro(s): Jorge Osorio |
|                           |                                    | Tiros desde el punto penal |                                               |                                                         |                                                         |
|                           | González · Rosales · Costa · Tévez |                            | Harbottle · Ramos · Rivera · Sandoval · Lobos |                                                         |                                                         |

### Final
| 17 de mayo de 2015, 16:00 | San Marcos de Arica          | 3:1 (2:0) | Universidad Católica | Carlos Dittborn, Arica                                  |                                                         |
|                           | Ramos 14', 49' · Oyarzún 39' | Reporte   | 90+2' Llanos         | Asistencia: 7.004 espectadores Árbitro(s): Claudio Puga | Asistencia: 7.004 espectadores Árbitro(s): Claudio Puga |

| 20 de mayo de 2015, 20:00 | Universidad Católica                                                            | 3:1 (0:0) (6:5 p.)         | San Marcos de Arica                                                          | San Carlos, Santiago (Las Condes)                        |                                                          |
|                           | Llanos 51' · Rojas 59' · Pulgar 70'                                             | Reporte                    | 90+6' Oberman                                                                | Asistencia: 8.966 espectadores Árbitro(s): Roberto Tobar | Asistencia: 8.966 espectadores Árbitro(s): Roberto Tobar |
|                           |                                                                                 | Tiros desde el punto penal |                                                                              |                                                          |                                                          |
|                           | González · Manzano · Rojas · Pulgar · Cordero · Biskupovic · Magnasco · Maripán |                            | Harbottle · Sandoval · Oberman · Ramos · Lobos · Medina · Coronado · Oyarzún |                                                          |                                                          |

## Ganador
|                                                      |
| Universidad Católica                                 |
| Clasificado a la Copa Sudamericana 2015 como Chile 3 |